# Pere Tomic
Pere Tomic o Tomich (Bagà, s. XV – abans de 1481) va ser un cavaller i historiador català, autor del llibre Histories e conquestes dels Reys de Arago e Comtes de Barcelona i castlà del castell d'Aristot (1446-1447). Historiogràficament se'l coneix per mossèn Pere Tomic, perquè «mossèn» era el tracte de dignitat dels cavallers als estats de la Corona d'Aragó. Era fill del batlle de Bagà i procurador de les baronies de Pinós i Mataplana. També va ser castellà del castell d'Aristot (Alt Urgell) els anys 1446-47.

## Obra
«Histories e conquestes dels Reys de Arago e Comtes de Barcelona» està dedicat a l'arquebisbe de Saragossa Dalmau de Mur. L'obra és un intent d'Història general, obra característica del segle xv, i que centrada a Catalunya, va des de la Creació, passa pels primers pobladors d'Espanya, i arriba fins a començaments del regnat d'Alfons IV "el Magnànim".
L'obra és una reivindicació del paper de l'aristocràcia militar davant de la monarquia absoluta. Són característiques i interessants les llargues llistes de la noblesa catalana, valenciana i aragonesa que participà en les empreses bèl·liques, sobretot marítimes, de la Corona d'Aragó. Així mateix les genealogies de llinatges nobles, en especial les referències al llinatge Pinós, i les precisions sobre Sicília entre els anys 1390 i 1416. Així mateix l'obra recull diverses llegendes de la Corona d'Aragó, com ara la de Galceran de Pinós i el rescat de les cent donzelles, miracle atribuït a sant Esteve.
«Histories e conquestes dels Reys de Arago e Comtes de Barcelona» fou acabada el 1438 a Bagà, però no fou editada fins al 1495. Aquesta primera edició es feu a Barcelona i du per títol «Històries e conquestes de Cathalunya». Posteriorment l'obra fou retocada i continuada, reeditada els anys 1519 i el 1534, amb el nom de «Histories e Conquestes del reyalme Darago e principat de Cathalunya» (en què arriba fins als temps de 1516); no tornà a ser editada fins al 1886, amb el nom de "Historias e Conquestas Dels Excellentissims e Catholics Reys De Arago".